# ブライト・エンジェル・トレイル

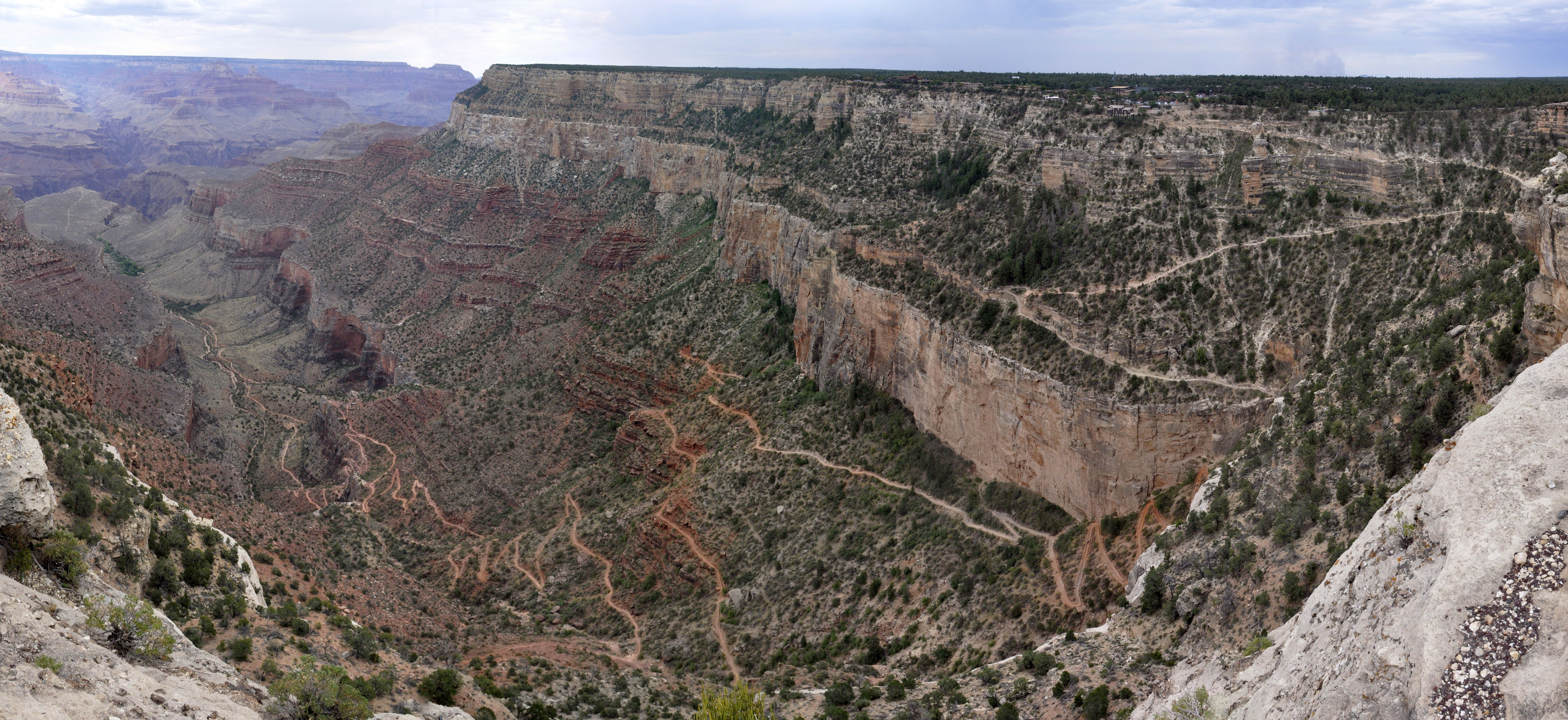
グランド・キャニオンのブライト・エンジェル・トレイルのつづら折れ

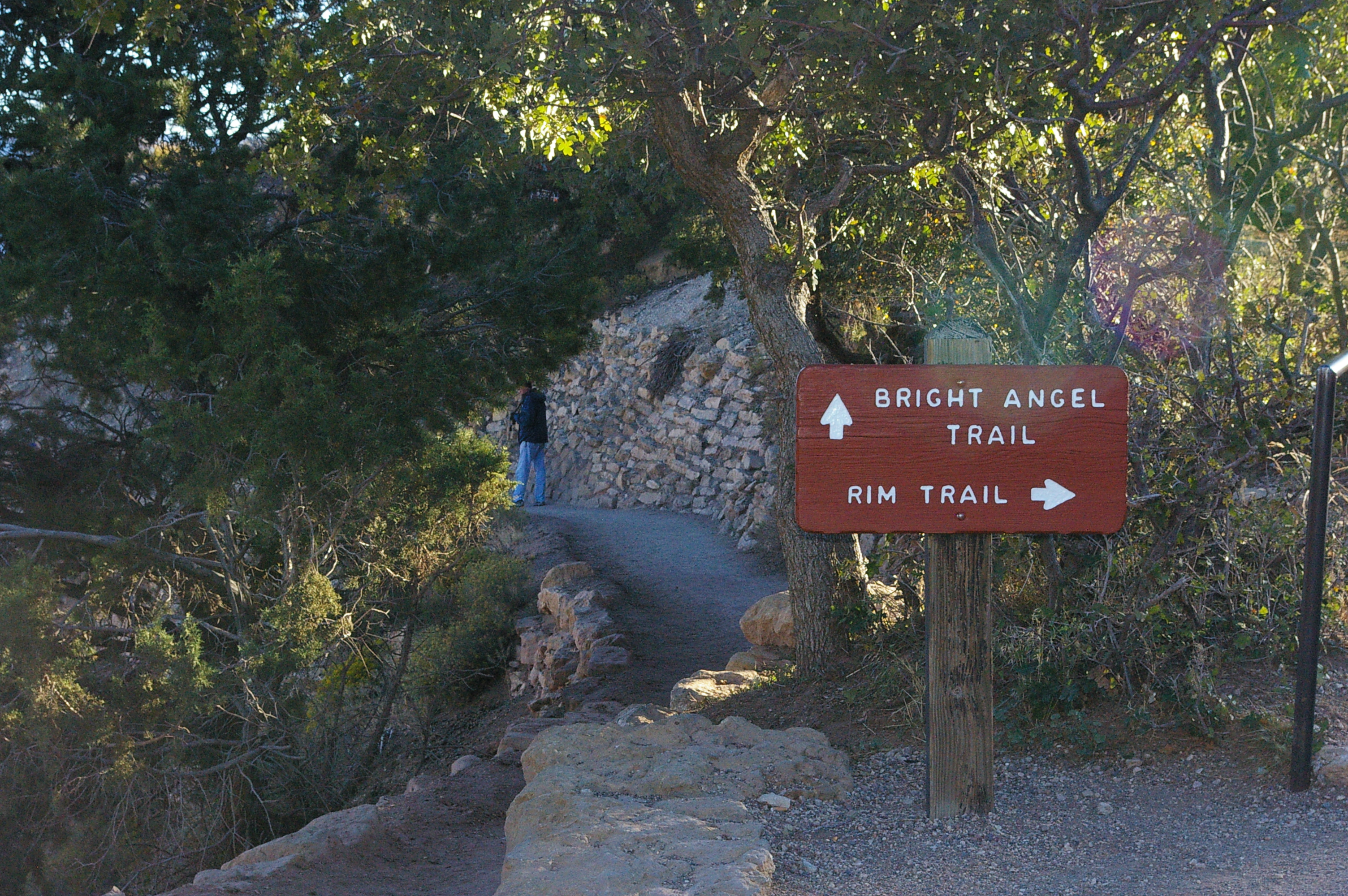
ブライト・エンジェル・トレイルの下り口

ブライト・エンジェル・トレイル（英語: The Bright Angel Trail）は、アメリカ合衆国コロラド州ココニノ郡のグランド・キャニオンにあるハイキング用トレイルである。

## 概要
ブライト・エンジェル・トレイルは、グランド・キャニオンのサウス・リム（南縁）にあるグランド・キャニオン・ビレッジから始まり、コロラド川まで高度1,225メートル（4,380フィート）を下りる。それはその全長に沿って平均傾斜度は10％である。トレイルの終わりには、リバー・トレイルでブライト・エンジェル・キャンプ場とファントム・ランチ宿泊施設までさらに3.0キロメートル（1.9マイル）続く。これら2つのトレイルを組み合わせると、ハイカーやラバがファントム・ランチにアクセスするために使用する最も一般的なコースになる。
トレイルの上部はもともと、現在はガーデン・クリークと呼ばれている所の多年生の水源にアクセスするためにハヴァスパイ族（Havasupai）によって作られた。ハヴァスパイ族は、現在インディアン・ガーデン（またはインディアン・ガーデンズ）として知られているこの地域に季節的に定住していた。1903年にセオドア・ルーズベルト大統領は公園に道を譲るために、この地域を離れるように彼らに命じた。しかし最後のハヴァスパイ族がアメリカ合衆国国立公園局によって強制退去させられたのは、1928年のことであった。
後にアメリカ合衆国上院議員になるラルフ・キャメロン（Ralph H. Cameron）は、1890年に峡谷の縁に定住し、旧ハヴァスパイ・トレイルの改良を始めた。トレイルがコロラド川まで伸びたのはこの時であった。トレイルの正式な管理がキャメロンに委ねられると、彼はそれを「ブライト・エンジェル・トレイル」と名付けたが、初期には一般に「キャメロンのトレイル」と呼ばれ、アクセスに1ドルの通行料と、インディアン・ガーデンでは飲料水と離れ家の使用に追加料金を請求された。
その後紆余曲折があったが、1928年にはブライト・エンジェル・トレイルは国立公園局が管理することになった。

## 参照項目
- グランド・キャニオンの観光
- グランド・キャニオン国立公園